# Velkopolská provincie

Mapka

Velkopolská provincie (polsky Prowincja wielkopolska) Koruny polského království (latinsky Corona Regni Poloniae) byl v době Rzeczypospolity (1. Polské republiky) právně-administrativní součást Polsko-litevské unie, trvající do roku 1795. Hlavním městem provincie bylo město Poznaň. 
Vznik polsko-litevských provincií má svůj původ ve výnosu osobních statutů Kazimíra Velikého z roku 1347, které do dějin vstoupily pod souhrnným názvem „statuty Kazimíra Velikého“ a upravují správní dělení pro Velkopolsko i Malopolsko. Další významným obdobím je dělení polských zemí na jednotlivé části od roku 1138 do korunovace Vladislava Lokýtka roku 1320. Po lublinském spojení se kromě velkopolské provincie Polsko-Litevsko dělilo na provincie malopolskou a litevskou.

## Skladba Velkopolské provincie
Mezi provincie Velkopolska patří i územní části Mazovsko a Královské Prusy.